# Anahí Lazzaroni
Anahí Lazzaroni (La Plata, 30 de agosto de 1957-Ushuaia, 27 de marzo de 2019) fue una poeta argentina. Desde su infancia residió en la capital fueguina. Publicó, "Viernes de Acrílico" (1977), "Liberen a la libélula" (1980), "Dibujos" (Ediciones Revista Aldea, 1988), El poema se va sin saludarnos (Ediciones Último Reino, 1994), Bonus Track (Ediciones Último Reino, 1999), A la luz del desierto (Ediciones Último Reino, 2004), "El viento sopla" (El suri porfiado, 2011) y "Alguien lo dijo" (El suri porfiado,2017). Entre 1986 y 1994 codirigió la revista "Aldea". Colaboró en diarios y publicaciones del país, del extranjero y en Internet. Poemas suyos han sido traducidos al italiano, francés, coreano y catalán. 